# Zemsta kinooperatora
Zemsta kinooperatora (ros. Месть кинематографического оператора, ros. trans. Mest kinematograficheskogo operatora) – rosyjski film animowany z 1912 w reżyserii Władysława Starewicza.